# ウズベキスタン国立大学
ウズベキスタン国立大学 (ウズベク語: Oʻzbekiston Milliy Universiteti / Ўзбекистон миллий университети、英語: National University of Uzbekistan) は、ウズベキスタンの首都タシュケントにある、ウズベキスタン最古かつ最大の大学である。ウズベキスタン国立大学は13の学科から構成されている。

## 沿革
ウズベキスタン国立大学は1918年に「トルキスタン人民大学」として1,200人の生徒を集めて創立された。1920年、大学は「トルキスタン国立大学」 (ロシア語: Туркестанский государственный университет)に改編され、1923年7月に「第1中央アジア国立大学」 (ロシア語: Первый Среднеазиатский Государственный Университет) へと名称変更された。この名称は1950年代まで使用されていた。1960年に大学の名称がウラジーミル・レーニンにちなんで「V.I.レーニン名称タシュケント国立大学」 (ロシア語: Ташкентский государственный университет им. В. И. Ленина) へと名称変更された。ウズベキスタン独立後に現在の名称となった。
第二次世界大戦中は多くの学科が西部ソビエト連邦の都市から中央アジアへと疎開を行なっており、タシュケントはカザフスタンのアルマ・アタと共にヨーロッパスタイルのインフラ整備が行われ、多くのロシア語話者が滞在することとなった。モスクワから来た教授グループはタシュケントからアシガバートへと異動となる際に抗議を行った。

## 国際交流・日本との交流
2010年12月には、日本の自然科学研究機構 (NINS) とウズベキスタン国立大学の間で研究者、学生の交流を行う国際学術交流協定が結ばれている。